# Modernismo (letteratura)
Per modernismo si intende in letteratura quel movimento letterario che sorse tra la fine dell'Ottocento e gli inizi del Novecento in Europa e in Centro e Sud America. Fu caratterizzato da una rottura assai consapevole con i tradizionali metodi di scrittura, nel campo sia della poesia che della prosa.
I modernisti agirono da sperimentatori relativamente alla forma e all'espressività letteraria, come esemplificato dalla massima di Ezra Pound "renderla nuova" (Make it new). Il modernismo fu guidato infatti dall'esplicito intento di sovvertire le consuete maniere di rappresentazione, esprimendo una nuova sensibilità più in linea con lo spirito del tempo
ed è coetaneo delle varie avanguardie artistiche europee del primo '900.
Le prime espressioni moderniste si riscontrano nella letteratura ispanoamericana, nel 1888, nelle rime e nelle prose di "Azul" del poeta nicaraguense Rubén Darío. 
In Italia è di "difficile inquadramento e definizione", tanto che i critici faticano ancora ad utilizzare questa etichetta per catalogare gli autori e le loro opere. Si tratta di una categoria che comprende sia poeti, sia narratori, caratterizzati da un comune sentire letterario ed una certa affinità di pensiero e di stile, benché non vi sia un manifesto ufficiale di questa tendenza né un esplicito accordo tra i vari esponenti. Ha affinità con l'opera di scrittori quali Italo Svevo e, in parte, Luigi Pirandello e Carlo Emilio Gadda, mentre in Francia Louis-Ferdinand Céline e Albert Camus, e, in Cecoslovacchia, Franz Kafka.

## In lingua inglese
Le caratteristiche peculiari del movimento angloamericano sono:
- Ricerca di nuove tecniche narrative/poetiche che rinnovino il romanzo/la poesia ottocentesca di derivazione romantica;
- Attenzione alla mitologia, all'antropologia, alla storia delle religioni;
- Distacco dell'artista dall'opera, che non deve essere espressione dell'interiorità dell'artista, bensì creazione perfettamente oggettivata e autosufficiente;

Rappresentanti del modernismo anglosassone sono innanzitutto T. S. Eliot, poeta e critico statunitense che ha vissuto per la maggior parte della sua vita in Gran Bretagna, che è il teorico del movimento; e in prosa, James Joyce. Altre figure di spicco sono Vladimir Nabokov, William Faulkner, Francis Scott Fitzgerald, Virginia Woolf, Ernest Hemingway, Joseph Conrad, Ezra Pound, Ford Madox Ford, Henry Roth, Wyndham Lewis, Hilda Doolittle e Gertrude Stein.

## In lingua spagnola
Nasce nei paesi Ispano-americani in opposizione alla retorica e all’ampollosità del romanticismo e del classicismo, con il ripudio delle forme letterarie tradizionali e nell’adesione alla tecnica dei parnassiani e decadenti.
Queste alcune caratteristiche:
- rottura con il passato
- portatori di un nuovo giorno
- rifiuto della scienza
- rifiuto dell’accettazione passiva della realtà
- trasformare il vecchio in nuovo
- rottura dei canoni del realismo perché c’è una nuova concezione della temporalità.[4]

Tra gli autori principali, oltre a Darío, Manuel Gutiérrez Nájera, Julián del Casal, Leopoldo Lugones, Julio Herrera y Reissig.
Darío in Spagna influenzò anche diversi autori della Generazione del '98, tra i quali Manuel Machado e in parte anche il fratello Antonio.

## In lingua portoghese
Il Modernismo ebbe durevoli influssi sulla letteratura portoghese e si manifestò in una profonda incrinatura nei rapporti tradizionali tra autore e opera. Le principali espressioni del modernismo portoghese, tra gli Anni 1910 e gli Anni 1940 furono la rivista e la Generazione di Orpheu (Fernando Pessoa, Mário de Sá-Carneiro, Almada Negreiros ecc.) e il gruppo di scrittori della rivista Presença.
Nel modernismo brasiliano (Joaquim de Sousa Andrade, M.R. de Morais Andrade ecc.), la presenza di una peculiare situazione multietnica si tradusse anche in una rivendicazione di autonomia dalla letteratura portoghese. Furono infatti i modernisti, nella loro opposizione verso la terra madre e il sarcastico e polemico rifiuto verso l'Europa in generale, a dar vita ad una lingua letteraria brasiliana.

## Correnti

### La poesia
Il movimento prevede, nella poesia:
- Una tendenza tardosimbolista, vale a dire che i poeti modernisti proseguono ancora, per certi aspetti, la poesia del simbolismo, infatti: utilizzano un linguaggio misterioso e difficile, a volte criptico e condensato in poche e complesse parole, giocate spesso sui sensi, sull’evocazione e sul suono; procedono per nessi alogici ed analogici, cioè privi di un senso comune ed intuibili solo per accostamenti e somiglianze; propongono i temi delle proprie poesie impostandoli sull’indagine di sé e del mondo e sulla ricerca del significato di ogni cosa, quasi la poesia fosse un modo di esplorare se stessi e la realtà e di trovare in ciò verità nascoste nel profondo, valide per tutti, universali.
- Una dialettica tra crisi e speranza, poiché il modernismo da un lato è condanna dell’epoca di crisi che è il Novecento, è denuncia del male del mondo e dell’esistenza, è continuo tormento e sofferenza, è terrore di morte, ma dall’altro è fiducia in uno spiraglio di bene e salvezza, è sogno, attesa e desiderio che la situazione migliori per sé e per la realtà, è attaccamento alla vita. Ad esempio, la poetica di Eugenio Montale gioca sul contrasto tra ‘male di vivere’, ossia disagio esistenziale dell’uomo, prigioniero di una realtà senza senso, in crisi, disorientato e frustrato, privo di punti di riferimento, e desiderio di essere liberato, istanza di speranza da parte dell’esterno, fiducia in una rigenerazione futura. Ad esempio, le poesie della raccolta Allegria di naufràgi di Giuseppe Ungaretti presentano una situazione di pena e strazio, rappresentata dalla distruzione dell’uomo e del mondo a causa della prima guerra mondiale, compensata però dalla speranza di tornare allo stato puro delle origini, dalla ricerca di una terra promessa, dalla memoria di un ideale luogo felice.
- Una dialettica tra tradizione ed innovazione, poiché i poeti modernisti sono tradizionalisti, amano il ritorno all’antico, la tradizione, l’ordine, infatti conoscono i grandi poeti del passato, da quelli classici a quelli moderni, così citano i loro testi ed usano i loro stili e concetti, ma i poeti modernisti sono anche innovatori, amano provare temi e stili nuovi, l’innovazione, il caos, infatti sperimentano tecniche mai provate in poesia, impiegano versi liberi e sciolti e parlano di temi attuali ed insoliti. Ad esempio, Giuseppe Ungaretti scrive intere liriche senza utilizzare la punteggiatura, lasciando spazi bianchi e riducendo i versi ad una sola parola, in modo innovativo, ma ne scrive altre in strofe di perfetti endecasillabi, il verso tradizionale della poesia italiana, recuperando anche le normali figure di suono. Ad esempio, Eugenio Montale alterna facilmente le strofe ed i versi tradizionali al verso libero e sciolto dell’innovazione, oppure adotta toni pacati e colloquiali, quasi da ragionamento, inusuali in poesia, per farli scontrare con parole elevate e difficili, tipiche della poesia più alta.
- L’uso del cosiddetto correlativo oggettivo, poiché i modernisti descrivono pensieri astratti od emozioni interiori, che solo il poeta vede e sente, non raccontando i propri sentimenti, ma attraverso immagini oggettive, esterne, capibili da tutti, come oggetti, animali, paesaggi. Ad esempio, Eugenio Montale, per raccontare il ‘male di vivere’, ricorre all’immagine del muro non scavalcabile, della rete che si restringe, della crisalide imprigionata nel bozzolo, mentre per raccontare il desiderio di essere liberato, adopera l’immagine del varco nella muraglia, del buco nelle maglie della rete, del bozzolo di crisalide che si dischiude in farfalla.

### La prosa
Il movimento prevede, nella prosa:
- La forma del romanzo come unico genere letterario in grado di raccontare una storia articolata e difficile, che necessita di uno sviluppo lento e permette all’autore di esprimere la propria tesi.
- Su influenza dello psicologo e filosofo austriaco Sigmund Freud, una grande attenzione all’inconscio, nel senso che gli scrittori si occupano delle azioni e dei comportamenti dei personaggi intendendoli come conseguenza di conflitti interni alla psiche umana, dei quali si ha poca consapevolezza e poco controllo. I modernisti danno quindi grande spazio al mondo interiore dei propri personaggi, raccontandone i pensieri, le fantasie, i ricordi, i sensi di colpa, rivelando a volte che costoro mentono a se stessi, perché non sono consapevoli delle proprie azioni o non le controllano. Ad esempio, Italo Svevo fa in modo che il protagonista del suo capolavoro, Zeno Cosini, quando deve presenziare al funerale del cognato, sbaglia funerale, ma non lo fa apposta: è la sua mente che gli dice che, in realtà, odia il cognato e perciò non vuole partecipare al cordoglio, benché lui non se ne renda conto.
- Su influenza del filosofo francese Henri Bergson, l’idea di una percezione soggettiva del tempo, per cui il passare degli istanti non è qualcosa di oggettivo, cioè uguale per tutti, bensì qualcosa di soggettivo, cioè valido solo in relazione ad ogni singola persona, infatti l’estensione del tempo viene percepita in modo diverso da ciascuno e perciò dura più o meno a seconda di come lo si vive. Il tempo dei romanzi allora è allungato od accorciato in base a quanto l’autore sia interessato a dare importanza o meno a quella situazione: ci si ferma molto su piccoli dettagli, sui pensieri del personaggio, sul ritorno dei ricordi, mentre interi eventi vengono omessi, si velocizzano alcuni momenti e si passa da un anno all’altro della storia in poche righe di libro. Ad esempio, Italo Svevo racconta le vicende di Zeno non dall’inizio alla fine, ma frantumando la storia in vari ricordi, radunati in base al tema (l’incapacità di smettere di fumare, il rapporto conflittuale con il padre, il matrimonio infelice...), così il tempo del racconto fluttua in avanti ed all'indietro, inoltre dilatandosi su alcuni eventi, raccontati a lungo, e comprimendosi su altri, che richiederebbero più spazio narrativo.
- Su influenza dello psicologo e filosofo americano William James, che crede che l’attività psichica delle persone sia un flusso di sensazioni, le quali si susseguono senza interruzioni e si compenetrano disordinatamente l’una sull’altra, la tecnica del monologo interiore, nel senso che i romanzieri modernisti danno voce alla coscienza dei propri personaggi senza filtro alcuno, riportando i loro pensieri nel disordine con cui si affacciano alla mente, con o senza i verbi introduttivi, ma sempre in discorso diretto e facendo loro fare riferimento a se stessi alla prima persona, in un flusso continuo. Ad esempio, Italo Svevo non racconta ai lettori i pensieri che frullano nella testa di Zeno, ma lascia che sia Zeno ad esprimere ad alta voce ciò che pensa soltanto silenziosamente nella sua mente.
- Su influenza dello scienziato tedesco Albert Einstein, che conia la teoria della relatività, per la quale alcuni dati fondamentali (ad esempio, spazio e tempo) non possono essere considerati con imparzialità, per quello che sono davvero, ma cambiano in base a come li si guarda, risultando inafferrabile la loro verità, filtrata necessariamente da chi li concepisce e perciò falsata, la presenza di momenti rivelatori, epifanie, cioè istanti in cui il tempo della narrazione si ferma su di un’esperienza accidentale, in sé priva di valore, che acquista, agli occhi del personaggio, un rilievo eccezionale, poiché rivela una verità profonda, fa capire il senso delle cose, evoca una serie di ricordi che si ricollegano al presente e lo spiegano. Perciò i personaggi, durante questi momenti rivelatori, comprendono meglio la propria situazione o condizione, arrivando alla verità e riuscendo così a porsi oltre al relativismo, che, normalmente, permetterebbe loro di capire la vita e la realtà solo in modo falso o parziale. Ad esempio, Luigi Pirandello, nelle sue novelle, fa spesso accadere dei momenti rivelatori ai protagonisti mentre si guardano riflessi in qualcosa: una targa, uno specchio, un finestrino. Fuori di sé, si rendono conto di come sono davvero, togliendosi le tante, diverse maschere che solitamente indossano di propria volontà o che la società impone loro di indossare.
- L’impiego di protagonisti ai margini della vita, poiché il Novecento è l’epoca della crisi per eccellenza, perciò i personaggi sono in crisi, vivono al limite della realtà, sono malati, pazzi, incapaci, falliti, inetti, indecisi e bugiardi con se stessi e gli altri. Ad esempio, Luigi Pirandello fa in modo che il protagonista del suo capolavoro, Vitangelo Moscarda, sia creduto da tutti impazzito, quando in realtà è lucidissimo ed ha compreso che nella vita l’unico sano è quello che ha capito che siamo tutti pazzi. Ad esempio, i personaggi principali dei romanzi di Italo Svevo, come Zeno, vengono categorizzati come inetti, nel senso che sono degli sconfitti che si condannano da soli, cause del proprio male, incapaci di vincere nella propria vita.